# Aviosuperficie Minotaurus e Medusa
L'Aviosuperficie Minotaurus e Medusa è un'aviosuperficie italiana situata presso Torre del Lauro, nel comune di Caronia, sulla costa tirrenica della città metropolitana di Messina a circa 3 km da Acquedolci. 

## Strutture e dati tecnici
La pista è di 840 metri in terra battuta, parallela alla costa, confinante con la spiaggia e a circa 70 metri dall'acqua, con un orientamento 05/23.
L'elevazione m s.l.m. (ft/slm) è 4 (13)